# Американская ассоциация политической науки
Американская ассоциация политической науки (англ. American Political Science Association, APSA) — профессиональная ассоциация студентов и учёных-политологов в США, основанная в 1903 году в Мемориальной библиотеке Тилтона (ныне Тилтон-холл) Тулейнского университета в Новом Орлеане. Издаёт четыре академических журнала: American Political Science Review, Perspectives on Politics, Journal of Political Science Education и PS – Political Science & Politics. Организованные секции APSA издают или связаны с 15 другими журналами.
Президенты APSA избираются сроком на один год. Нынешним избранным президентом (President-Elect) является Таэку Ли из Гарвардского университета.
APSA управляет Centennial Center for Political Science and Public Affairs, который предлагает стипендии, конференции, исследовательские помещения и гранты для учёных, а также управляет Pi Sigma Alpha, почётным обществом студентов-политологов. Ассоциация также периодически спонсирует семинары и другие мероприятия для политологов, политиков, средств массовой информации и широкой общественности.

## Деятельность
Ассоциация в целом стремится способствовать научному пониманию политических идей, норм, поведения и институтов, а также информировать общественность о выборе правительства, управления и государственной политики. Миссия APSA состоит в том, чтобы «поддерживать выдающиеся достижения в области науки и преподавания, а также информированный дискурс о политике, политике и гражданском участии».
APSA проводит несколько ежегодных конференций. Ежегодное собрание APSA, проводимое каждое лето в выходные, посвящённые Дню труда, является одним из крупнейших в мире собраний политологов. При финансовой поддержке Mellon Foundation APSA организует в различных странах Африки семинары по политологии — APSA Africa Workshops.
В знак признания выдающихся достижений в профессии Ассоциация вручает награды за диссертацию, статьи и статьи, преподавание и прочие. Помимо наград APSA, организованные секции Ассоциации также вручают более 100 наград на каждом ежегодном собрании в знак признания важных исследований и вклада в профессию.